# Gebäude in Weiler-Simmerberg
Im Ortsbild von Weiler-Simmerberg fallen einige Gebäude auf, die oft einen Bezug zur Geschichte der Teilorte Weiler, Simmerberg oder Ellhofen haben. Mit einer Vielzahl repräsentativer Bauten machte sich der einheimische Marktbaumeister Georg Bufler einen Namen.

## Gebäude

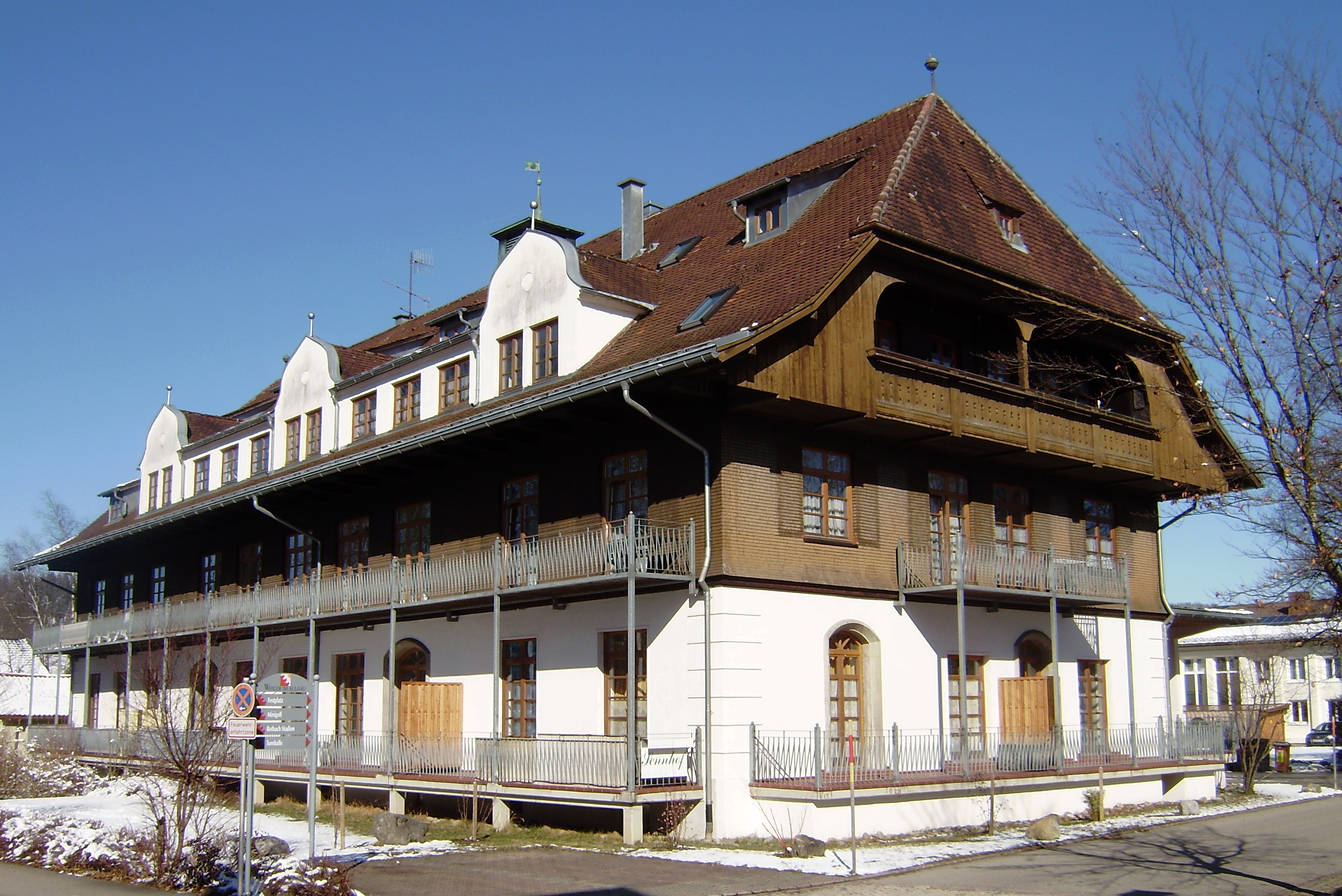
Sennhof Schulgebäude der Lehr- und Versuchsanstalt für Emmentalkäserei

### Sennhof
Der Sennhof steht in Weiler im Allgäu in der Fridolin-Holzer-Straße 40 (Plan:⊙). Er wurde 1929/1930 vom einheimischen Marktbaumeister Georg Bufler erbaut und war seit dieser Zeit bis 1970 das Schulgebäude der Lehr- und Versuchsanstalt für Emmentalkäserei mit Wohnräumen für die angehenden Sennen im Obergeschoss. Die als eine von drei wichtigen Maßnahmen des milchwirtschaftlichen Pioniers Josef Widmann 1890 gegründete Ausbildungs- und Forschungseinrichtung war von 1902 bis 1910 nach Sonthofen ausgelagert und nannte sich später Dr.-Anton-Fehr-Schule.
Das Vorläufergebäude – sozusagen die erste Sennereischule – war das in Fridolin-Holzer-Straße 22 liegende sogenannte „Haus Embacher“, das heute die Lokalredaktion Weiler der Zeitung „Der Westallgäuer“ beherbergt (Plan:⊙).S. 314, 686.

### Widmann-Haus

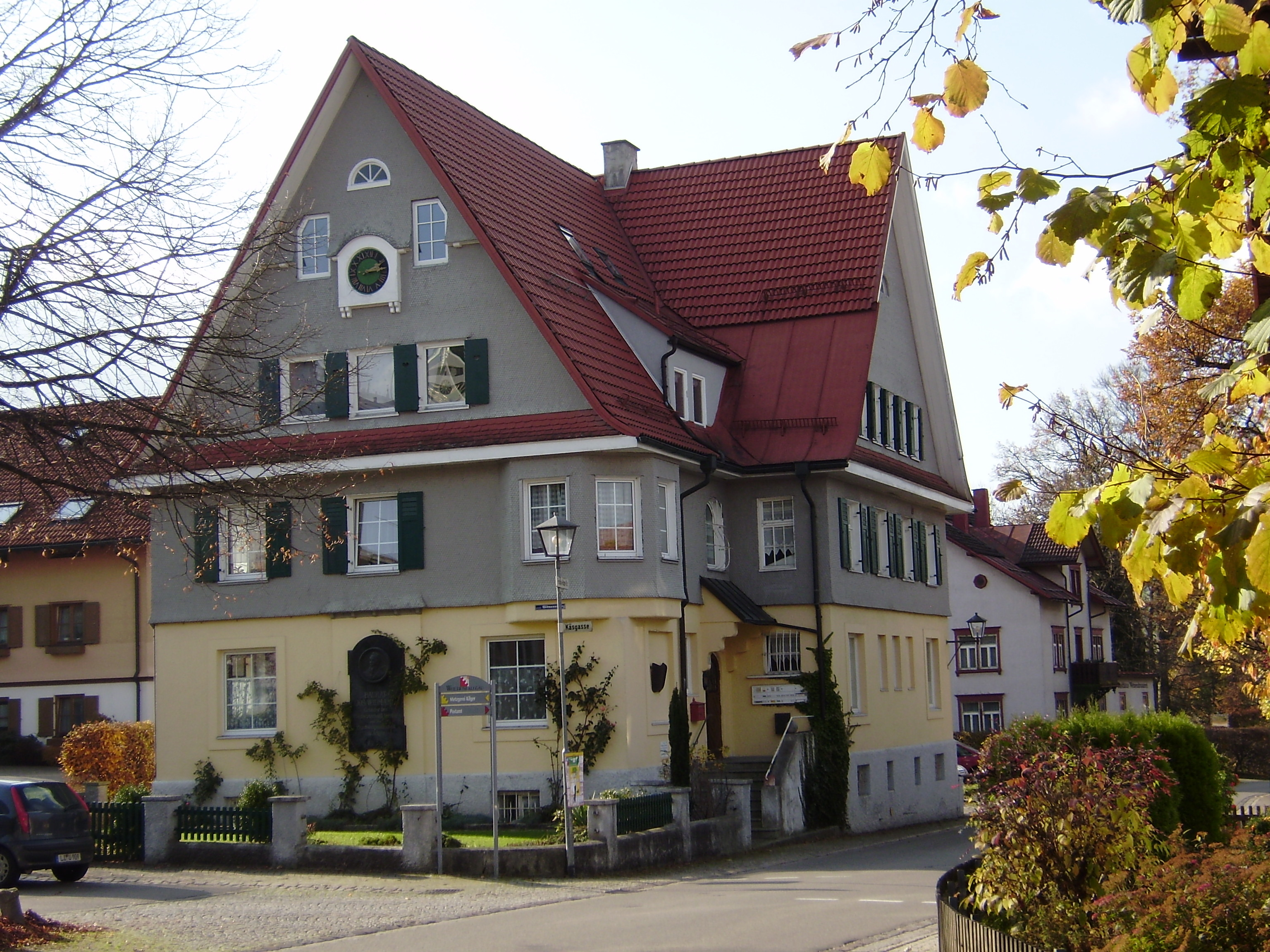
Am Widmann-Haus erinnert eine Tafel an Josef Widmann

1911 wurde unweit des Sennhofs ein Labor- und Bürogebäude für die Lehr- und Versuchsanstalt errichtet; an dem heutigen Wohnhaus Fridolin-Holzer-Str. 29 erinnert eine Tafel sowie der Name des davorliegenden Widmannplatzes an den großen Förderer der Milchwirtschaft.

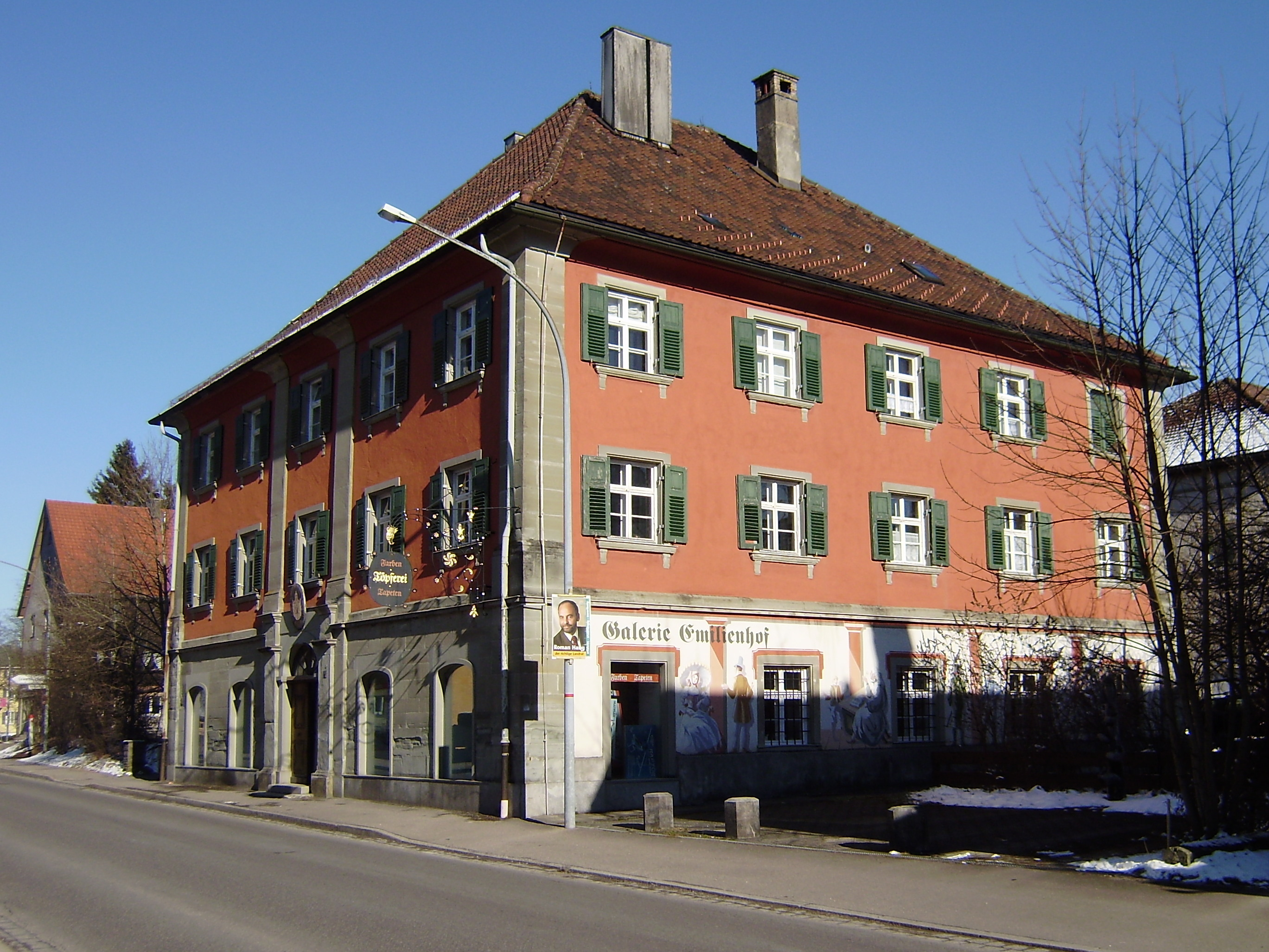
Königlich Bayerisches Amtsgericht

### Ehemaliges Gericht
Das ehemalige Gerichtsgebäude von Weiler im Allgäu steht in der Alois-von-Brinz-Straße 10 (Plan:⊙). Ende des 18. Jahrhunderts hatte Franz Josef Rädler in Weiler eine Spinnerei und Weberei (Fabrik in Kombination mit Heimarbeit) betrieben. 1802 errichtete er dieses Gebäude als Fabrik für Musselin- und Kattunproduktion. Mit dem Anschluss des Westallgäu an Bayern 1806 wurde die Geschäftsgrundlage (Vertriebsgebiet Österreich und zollfreier Transport) zerstört. Rädler war einer der drei führenden Weilerer Gegner des Anschlusses der ehemals österreichischen Gebiete an Bayern, hatte 1809 als Major einer Landesschützenkompanie am Vorarlberger Volksaufstand mitgewirkt und musste sich wegen der drohenden Verfolgung im Ausland aufhalten. Im Vertrauen auf Amnestie zurückgekehrt, wurde er trotzdem verhaftet und kam erst 1813 wieder frei.S. 268, 274.
Der bayerische Staat beschlagnahmte seinen noch nicht fertiggestellten Fabrikneubau und richtete dort für die Zeit von 1807 bis 1866 das „Königlich Bayerische Landgericht“ Weiler ein. Da bis 1861 auf der untersten Ebene Verwaltung (Executive) und Gerichtswesen (Judicative) noch nicht getrennt waren, stellte das Landgericht und an seiner Spitze der Landrichter den verlängerten Arm der Staatsmacht dar, mit in etwa einer vereinigten regional begrenzten Machtfülle eines Bürgermeisters und Landrats. Nach der Verwaltungsreform wurde daraus ein „Königlich Bayerisches Amtsgericht“ und nach dem Ersten Weltkrieg ein „Bayerisches Amtsgericht“ (1918–1970). (siehe Amtsgericht Weiler-Lindenberg)
1971 kaufte Helmut Kohle, der Sohn des Malermeisters August Kohle das Gebäude, renovierte es innen und außen und baute die Obergeschosse für Wohnzwecke um. Die geschmackvolle Außenfassade verzierte er im Erdgeschoss mit Malereien, die Szenen aus der Geschichte des Gebäudes, seiner Bewohner und des Ortes wiedergeben. Im Erdgeschoss richtete er sein Farbengeschäft und Ausstellungsräume für die Töpferei seiner Frau Emilie, geb. Bentele ein. Seit 1991 beherbergt das Wohn- und Geschäftshaus ein Architekturbüro und einen Modellbaushop.S. 644
Das schmucklose Gebäude hinter dem ehemaligen Gericht war das bis zum Ende des Zweiten Weltkrieges das zweite Gefängnis von Weiler (Das erste Gefängnis trägt den Namen „Altes Loch“ und liegt auf dem Grundstück gegenüber auf der anderen Seite der Alois-von-Brinz-Straße). Seit 1959 nutzt eine Industrie-, Hotel-, Gastronomie- und Privatwäscherei das Gebäude im Erdgeschoss und einen Anbau. Nach mehreren Umbauten befinden sich nun Wohnungen anstelle der früheren Gefängniszellen im 1. Obergeschoss.S. 642

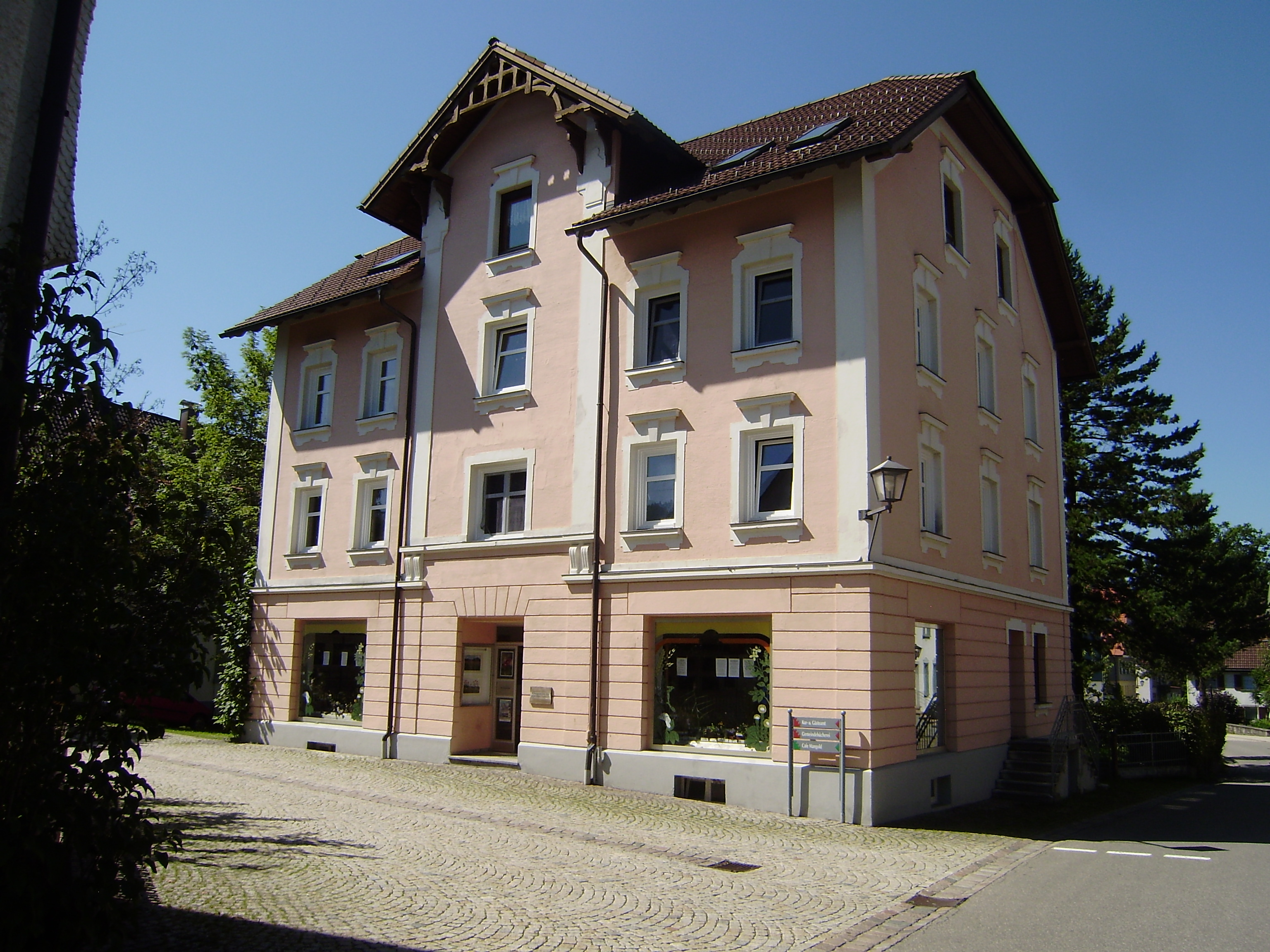
Kaufhaus Heim mit Pflanzenkundlicher Schausammlung Prof. Hummel

### Kaufhaus Heim
Das von Baumeister Georg Bufler 1902 errichtete Gebäude in der Fridolin-Holzer-Straße 13 (Plan:⊙) ist heute für die dort eingerichtete Pflanzenkundliche Schausammlung Prof. Karl Hummel bekannt. Friedrich Heim hatte 1882 das gegenüberliegende landwirtschaftliche Anwesen seiner Eltern übernommen und 20 Jahre später dieses für damalige Zeit stattliche Kaufhaus errichten lassen. Der Kaufmann machte sich auch drei Jahrzehnte lang als Erster Bürgermeister um Weiler verdient und bildete die treibende Kraft zum Bau der Lokalbahn Röthenbach-Weiler.
1937 übernahm für 20 Jahre sein Neffe, der Kaufmann und Traube-Wirt Fritz Heim das Haus und von 1957 bis 1968 das Pächterehepaar Konrad. Von 1968 an betrieben hier Karl und Sohn Norbert Hummel ihre Hummelsche Apotheke bis zum Umzug in den Sparkassenneubau Ecke Bahnhof-/Hauptstraße. Eine Zwischenzeit bis zur Aufnahme der Pflanzenkundlichen Schausammlung Prof. Hummel diente es als Reformgeschäft.S. 669, 670.

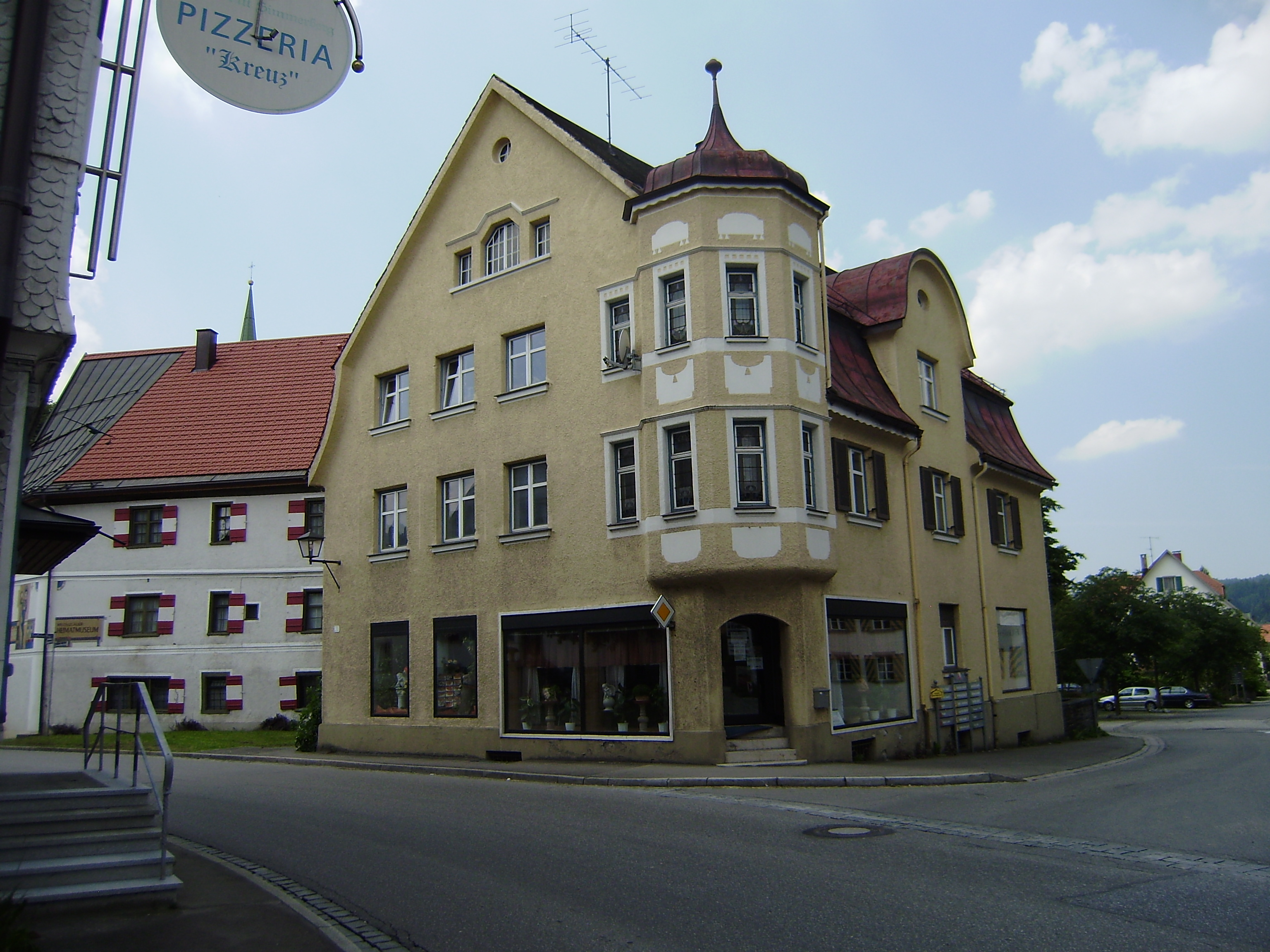
Kaufhaus Eschenlohr

### Eschenlohr-Haus
Der Baumeister Georg Bufler baute 1910 dieses vielgestaltige, elegante, große Geschäftshaus in der Alois-von-Brinz-Straße 1 an der Ecke zur Fridolin-Holzer-Straße (Plan:⊙). Es beherbergte später unter anderem das Schuhhaus Netzer, die Milchbar Vogler, das Ausstellungsgeschäft Faller, das Sportgeschäft Pult und ein Nagelstudio.S. 53 Das Gebäude mit seinen Stuckdecken und vielen Jugendstil-Elementen wurde 2013 teilsaniert. Der Markt plante in ihm eine weitere museale Einrichtung zu schaffen, und hier die Sammlung-Wiedra mit ihren 800 bis 1000 Exponaten der Öffentlichkeit zu präsentieren.
Bei einem Bürgerentscheid am 21. Juni 2015 sprach sich die Mehrheit der Wähler allerdings gegen einen Ankauf des Eschenlohr-Hauses durch die Marktgemeinde aus.

### Ehemaliger Bahnhof
In der Zeit des Aufbruchs der Industrie und des Handels in der zweiten Hälfte des 19. Jahrhunderts spielte das immer dichter werdende Eisenbahnnetz eine wichtige Rolle. Auch Weiler versuchte, die verbesserte Transportmöglichkeit per Bahn für die einheimische Produktion zu nutzen und richtete in den 1870er Jahren mehrere – allerdings vergebliche – Anträge an die bayerische Staatsregierung zum Bau einer Stichbahn von Weiler nach Röthenbach an der Bahnstrecke Buchloe–Lindau.

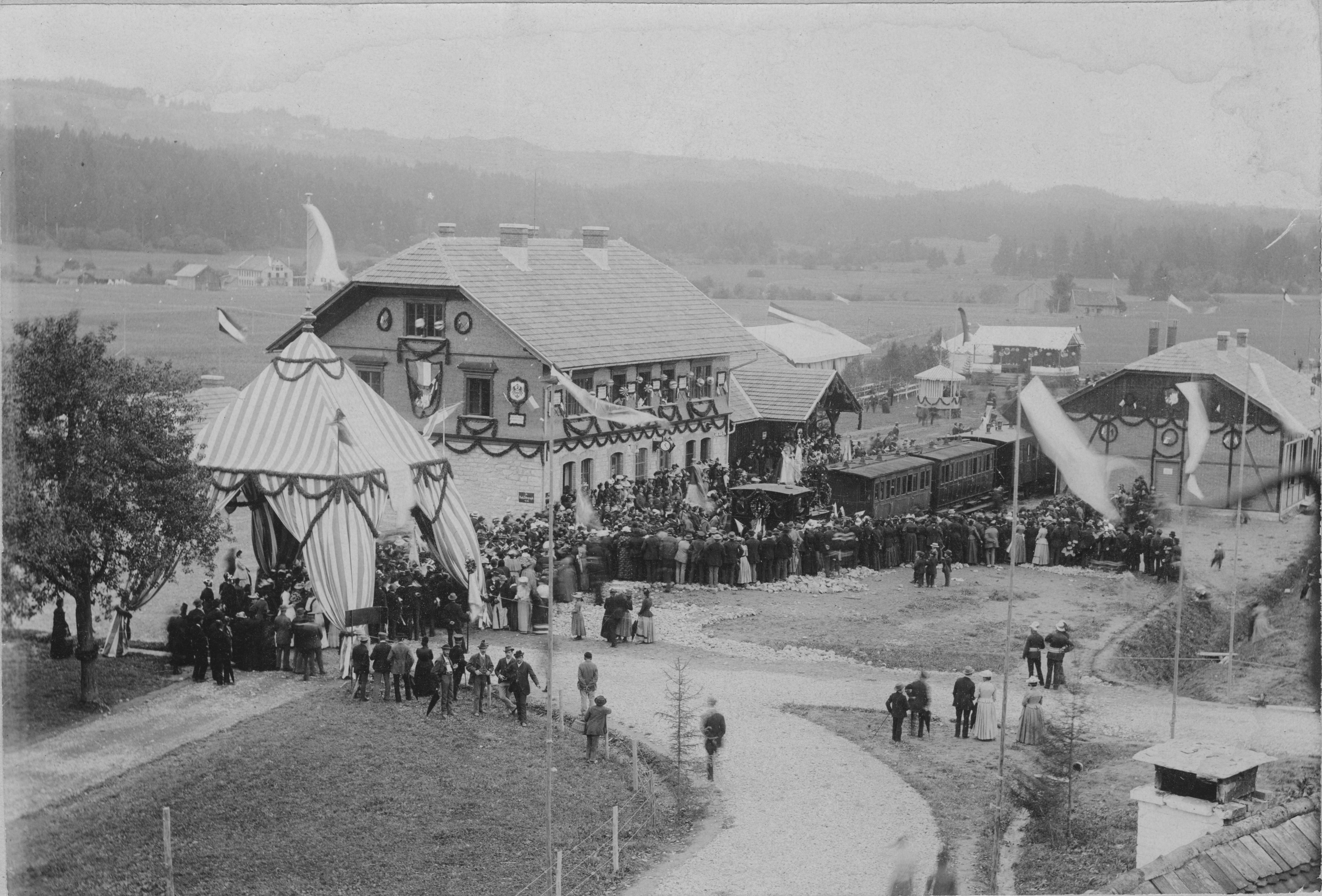
Eröffnungsveranstaltung in Weiler

Schließlich griff man (Markt und private Aktionäre) zur Selbsthilfe und brachte insgesamt 330 000 Reichsmark auf. Mit der so gesicherten Finanzierung erteilte München 1891 die Zustimmung zur Errichtung einer Vizinalbahn und ließ die Bauarbeiten durch die königlich-bayerische Staatsbahn durchführen. Der ehemalige Bahnhof Weiler im Allgäu entstand am Nordende des damaligen Ortes und der Betrieb auf der gemeindeeigenen Lokalbahnstrecke Weiler-Röthenbach wurde am 22. Juli 1893 eröffnet.

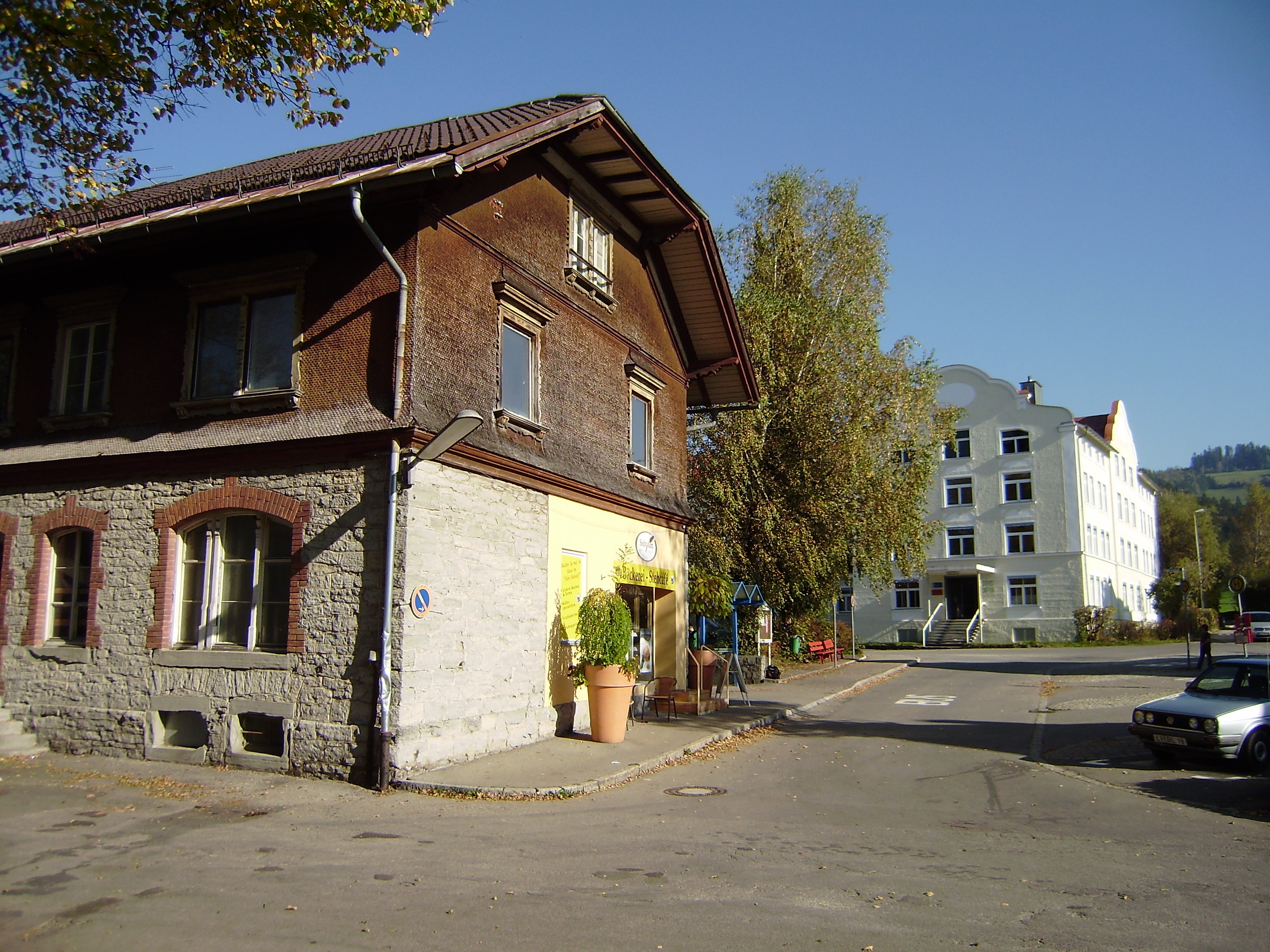
Empfangsgebäude heute mit ehemaliger Strohhutfabrik Milz und Karg im Hintergrund

Die Gemeinde verkaufte 1920 wegen der verschlechterten wirtschaftlichen Entwicklung die Bahnstrecke an die Deutsche Reichsbahn. Die Bundesbahn stellte schließlich 1960 den Personenverkehr und 1991 den Güterverkehr ein.S. 438

### Bahnhofsviertel
Nach der Inbetriebnahme des Bahnhofs Weiler entwickelte sich in der Zeit des wirtschaftlichen Aufschwungs vor dem Ersten Weltkrieg das Bahnhofsviertel um die Bahnhofsstraße und den Bahnhofsplatz als gehobene Wohn- und Geschäftslage. Der Marktbaumeister und Unternehmer Georg Bufler (1878–1950) plante und baute 1906 hier mehrere Wohn-, Geschäfts- und Fabrikgebäude mit jugendstilorientierter Fassade, die in ihrer Einheitlichkeit dem Bahnhofsplatz einen eigenen Charakter verleihen.

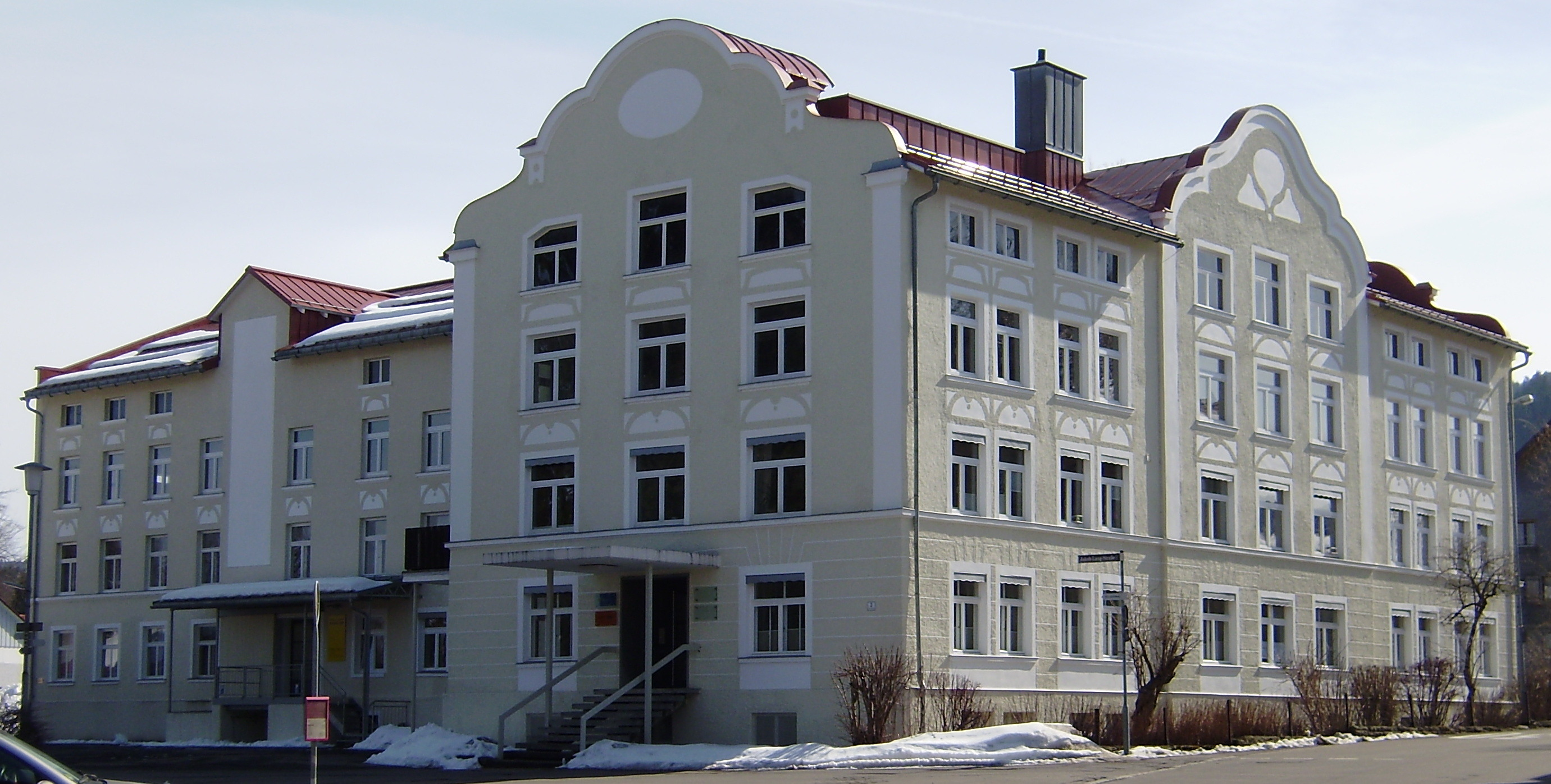
Strohhutfabrik Milz & Karg

### Strohhutfabrik Milz und Karg
Die beiden Lindenberger Fidel Milz (Strohhutfabrikant) und Ferdinand Karg (Kaufmann) gründeten 1907 die Fabrik Milz & Karg. Der Architekt und Baumeister Georg Bufler baute das aus zwei T-förmig angeordneten Trakten bestehende eindrucksvolle vier Stockwerke hohe Gebäude am oberen Ende des Bahnhofsplatzes, heute Jakob-Lang-Straße 2 (Plan: ⊙) in Weiler im Allgäu. Durch jugendstilorientierte Elemente in den Putzfassaden sowie geschwungenen Dachgiebeln im Neubarock und klassizistischen Säulenimitationen an den Ecken gelang es ihm, das wuchtige Fabrikgebäude in das Umfeld der anderen kleineren Wohn- und Geschäftshäuser am Bahnhofsplatz einzufügen.
1922 kauften der Kemptener Bankkaufmann Andreas Haupt und der Weiler Benedikt Zinth († 1955) das Unternehmen. Bruder Ignaz Zinth († 1965) übernahm 1928 den Haupt'schen Anteil und die Gebrüder stellten die Hutfabrik auf Strickwarenproduktion um. Der Betrieb erhielt in den 1930er Jahren Auszeichnungen für seinen modernen Maschinenpark und die Qualität seiner Erzeugnisse.
Nach dem Tod von Ignaz Zinth ging die Strickwarenfabrik Milz & Karg KG mitsamt Einrichtung auf die Fritz Binder-Rist KG aus Herbertingen über, die den Weiler Betrieb als zusätzliches Standbein für ihre Produktion nutzen wollte. Zur Anpassung an die veränderten Marktbedingungen stellte man gleich die Mützen-, Schal- und Handschuhproduktion ein und einige Jahre später auch die lohnintensive Fertigung von Grobstrickpullovern auf Handmaschinen. Mit hochwertiger Maschenmode und Naturfaserprodukten gelang es der leitenden Familie Pfister, das Unternehmen auch im schwierigen Umfeld weiterzuführen.S. 622–623
Die im ursprünglichen Umfang nicht mehr benötigte Gebäudekapazität wird unter anderem von einer Arztpraxis, einem Architekturbüro und einem Vermögensberater genutzt.

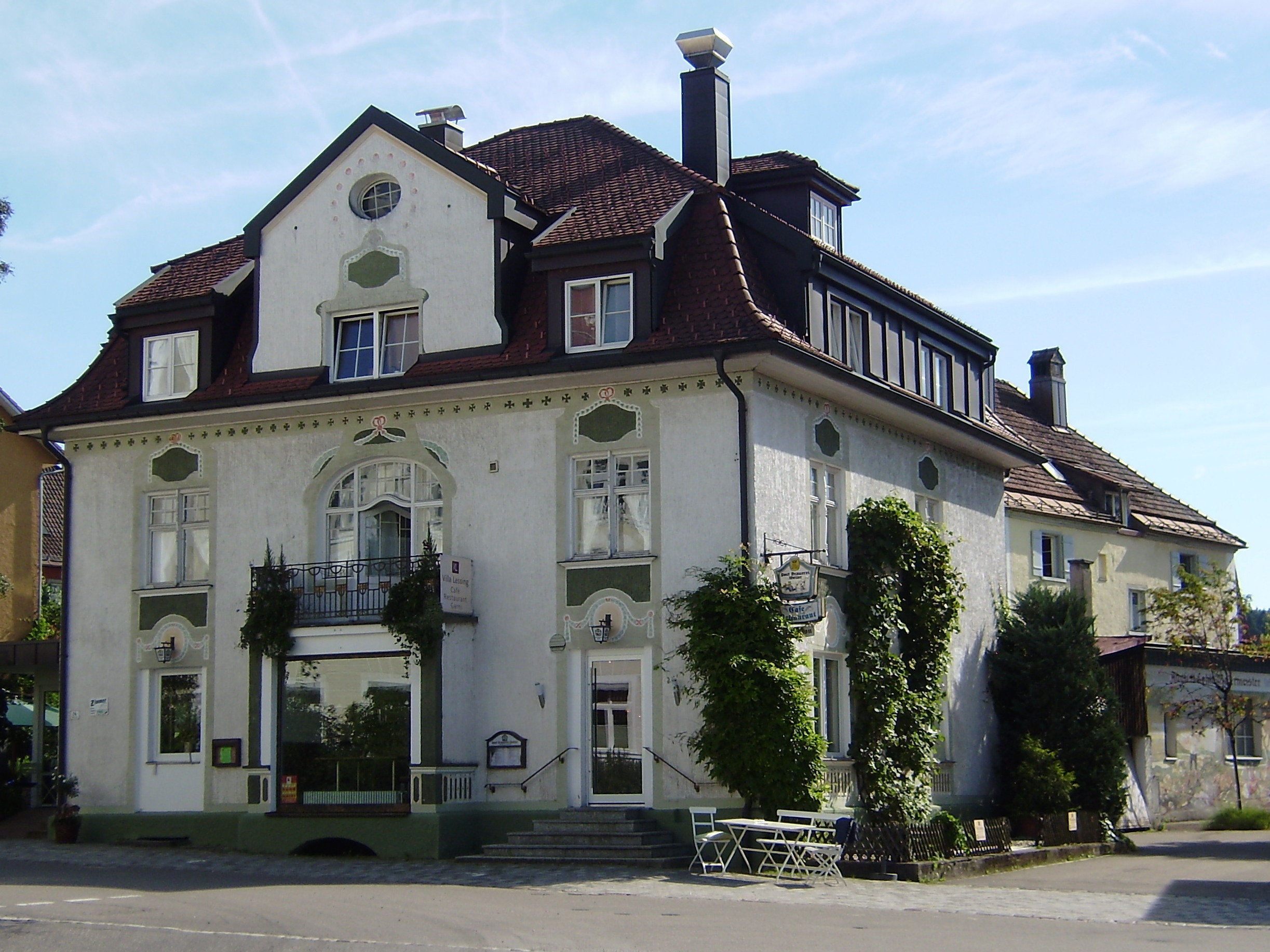
1904 Villa Inama-Gallen-Lessing

### Villa Inama
Baumeister Georg Bufler baute die Villa 1903–1904 auf dem Bahnhofsplatz (heute Bahnhofstraße 14 (Plan:⊙)) für den Peitschenfabrikanten Nicolò Inama aus dem Trentino. Später richteten sich in dem schmucken Gebäude nacheinander mehrere Café-Restaurants mit Pensionsbetrieb ein: Café Bader, Café Weichselbaumer, Café Weiler, Villa Gallen, Villa Lessing.
Nicolò Inama stammte aus einer Familie von Peitschenmachern aus dem Nonstal im Trentino, deren Ahnen sich dort bis ins 14. Jahrhundert nachweisen lassen. Die Inamas vertrieben ihre Produkte über eine Genossenschaft auch ins Ausland nach Österreich (Vorarlberg), in die Schweiz, nach Deutschland, Frankreich und Amerika. Nachkommen des Giovanni Inama (1774–1832) folgten diesen Vertriebsbeziehungen in diese Länder und gründeten dort heute noch bestehende Inama-Linien (so auch in Weiler im Allgäu). Die Ehefrau des ältesten männlichen Weilerer Nachkommen Herbert Inama verschenkte 2010 den letzten Peitschenstecken aus ihrem Besitz an einen Sammler.
Nicolò Inama fertigte Geißelstäbe aus italienischem Zwirgelholz und betrieb eine Weinhandlung unter anderem mit selbstgekelterten Trentiner/Südtiroler Weiß- und Rotweinen. 1918 verkaufte er das Haus an das Ehepaar Wagner. Anton Walch betrieb in der Werkstätte eine Küferei. 1920 erwarb der Gastronom Weichselbaumer das Gebäude und nutzte es als Café. 1936 wechselte der Besitz auf das Ehepaar Bader, das die Cafétradition beibehielt. Frau und Tochter des 1945 im Russlandfeldzug vermissten Familienvaters renovierten 1972 und bauten 1981 die Vorderfront und die Ladentheke um. Konditor Zeimetz übernahm 1981 das Anwesen, starb aber schon 1988. Familie Gallen setzte den Betrieb als Café-Restaurant mit Pension fort. 1991 begann eine mehrstufige Renovierung der Pension, in deren Rahmen man 1993 das Dach vollständig erneuerte und sich bemühte, die Planung des Baumeisters Bufler zu erhalten.S. 643–644

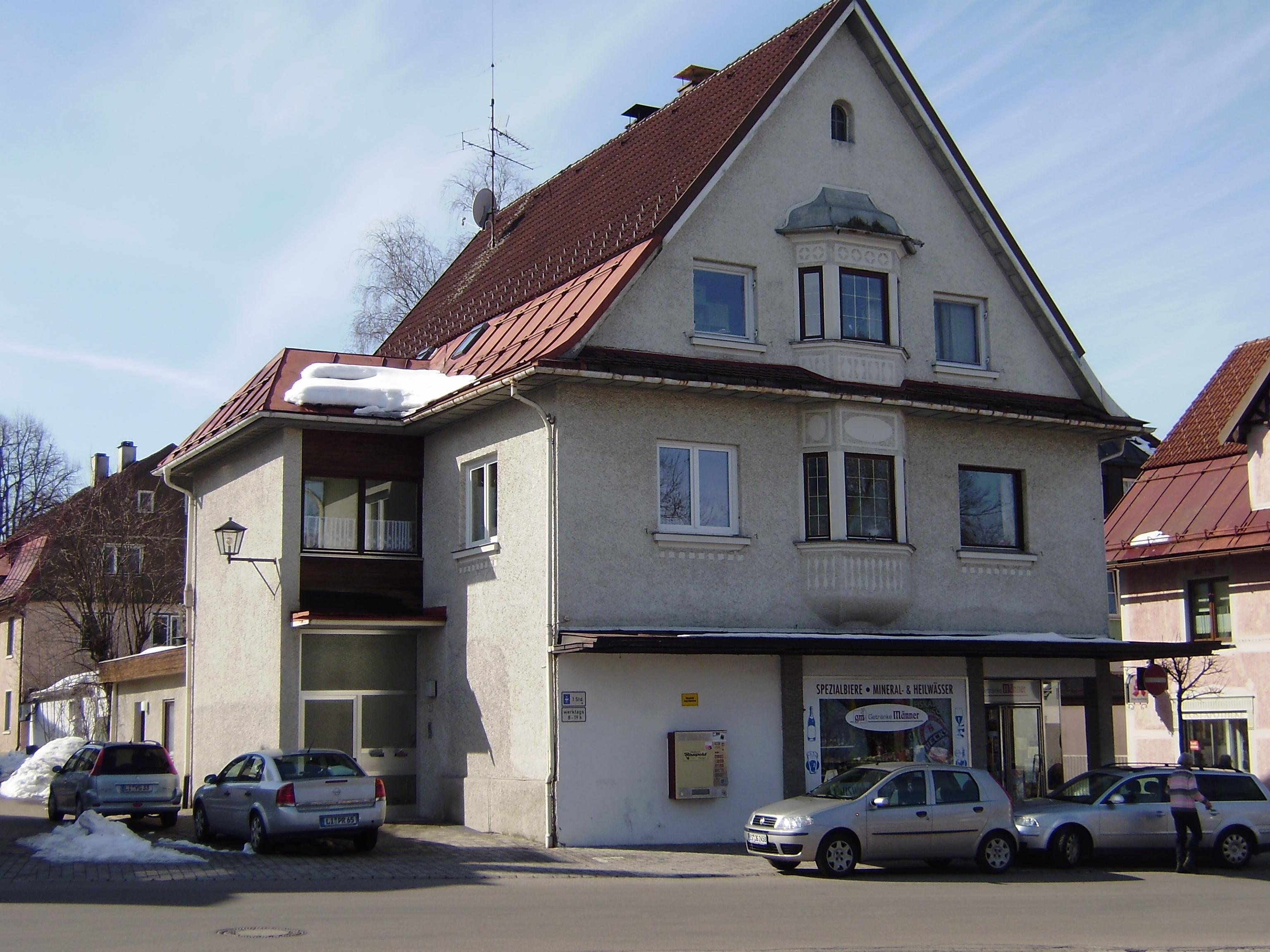
1910 Geschäftshaus Stadelmann

### Geschäftshaus Stadelmann
Das 1910 von Architekt und Baumeister Georg Bufler für Benedikt Stadelmann gebaute Haus am Bahnhofsplatz in der Bahnhofstraße 10 (Plan: ⊙) blieb bis 1964 im Besitz der Familie. Von 1912 bis 1927 betrieb darin Anton Hörmann ein Manufaktur-, Kurz-, Weiß- und Wollwarengeschäft und Fridolin Haas von 1927 bis 1929 ein Feinkostgeschäft. 1929 wurde es für lange Jahre bis 1964 zu einem Lebensmittelhaus der Augsburger Bernhard-Müller-Kette mit Pächter Josef Betzler. Dessen Sohn Werner Betzler übernahm 1951, kaufte 1964 das Gebäude von Osmana Stadelmann, der Enkelin des ursprünglichen Bauherrn und führte es als Feinkostgeschäft Betzler am Bahnhof weiter.S. 639
Heute befindet sich im Erdgeschoss des Gebäudes der Getränkemarkt Männer.

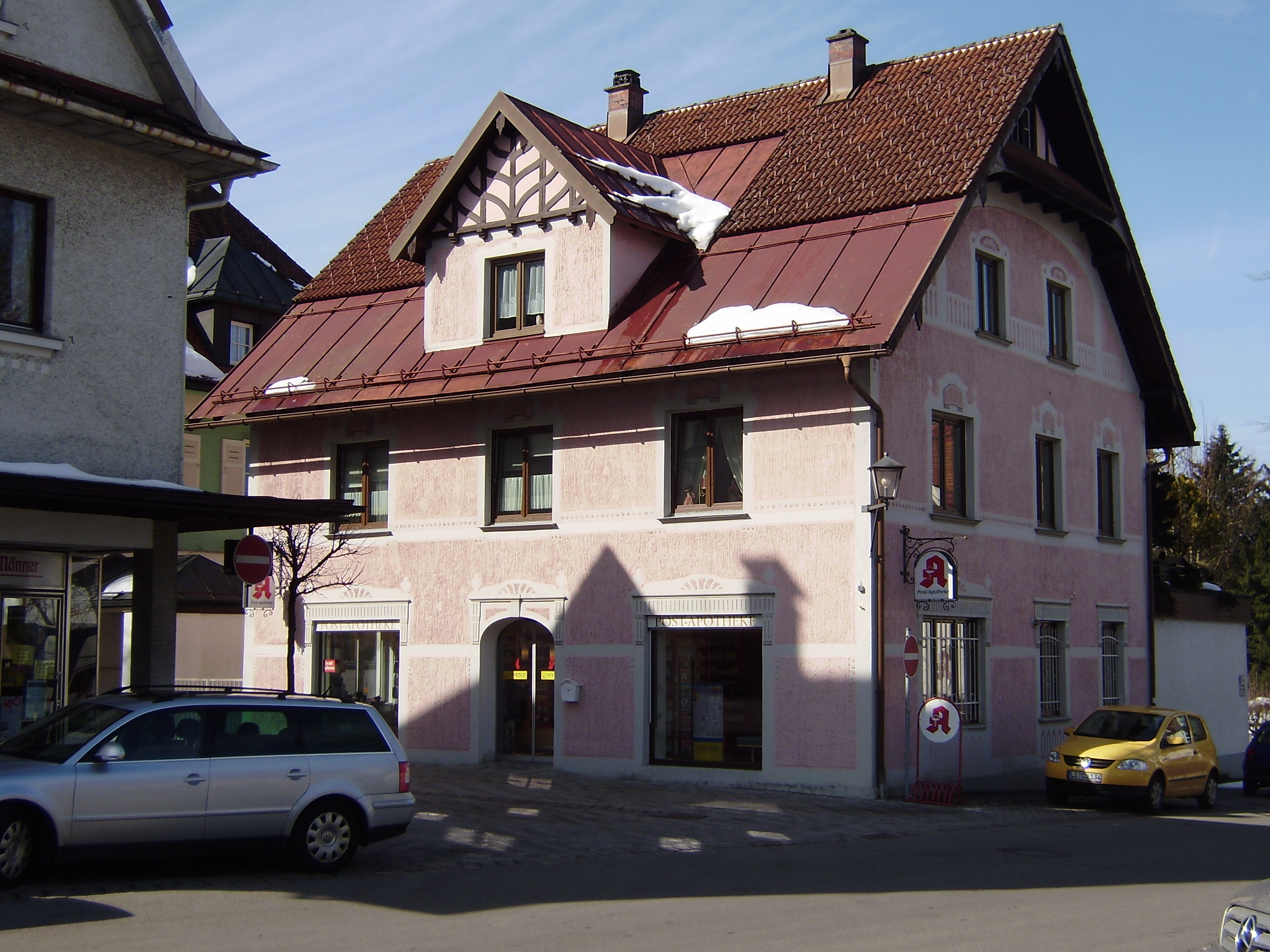
1910 Geschäftshaus Baldauf

### Geschäftshaus Baldauf
Architekt und Baumeister Georg Bufler baute dieses Geschäftshaus 1910 am Bahnhofsplatz in der Bahnhofstraße 9 (Plan: ⊙) für die Familie Baldauf. Die verheiratete Tochter Habrunner eröffnete darin ein Kaiser’s Kaffee-Geschäft und später G. Weichselbaumer ein Feinkostgeschäft mit Lebensmitteln und Colonialwaren. Von 1919 bis 1924 betrieb die Bayerische Handelsbank, Depositenkasse Weiler im Allgäu hier eine Filiale, die anschließend bis in die 1950er Jahre durch den Spar- und Darlehenskassen-Verein Weiler im Allgäu abgelöst wurde. Nach Gründung der Raiffeisenbank Westallgäu und dem Umzug ins neuerworbene Geschäftshaus am Hausbach folgten drei Fotogeschäfte (Photo-Atelier Wenig, Photogeschäft Hill und Photogeschäft mit Atelier Wiest).S. 681–682
Heute befinden sich in dem Gebäude die Verkaufsräume der Post-Apotheke, die vom Geschäftshaus Sinds schräg gegenüber nach hier umsiedelte.

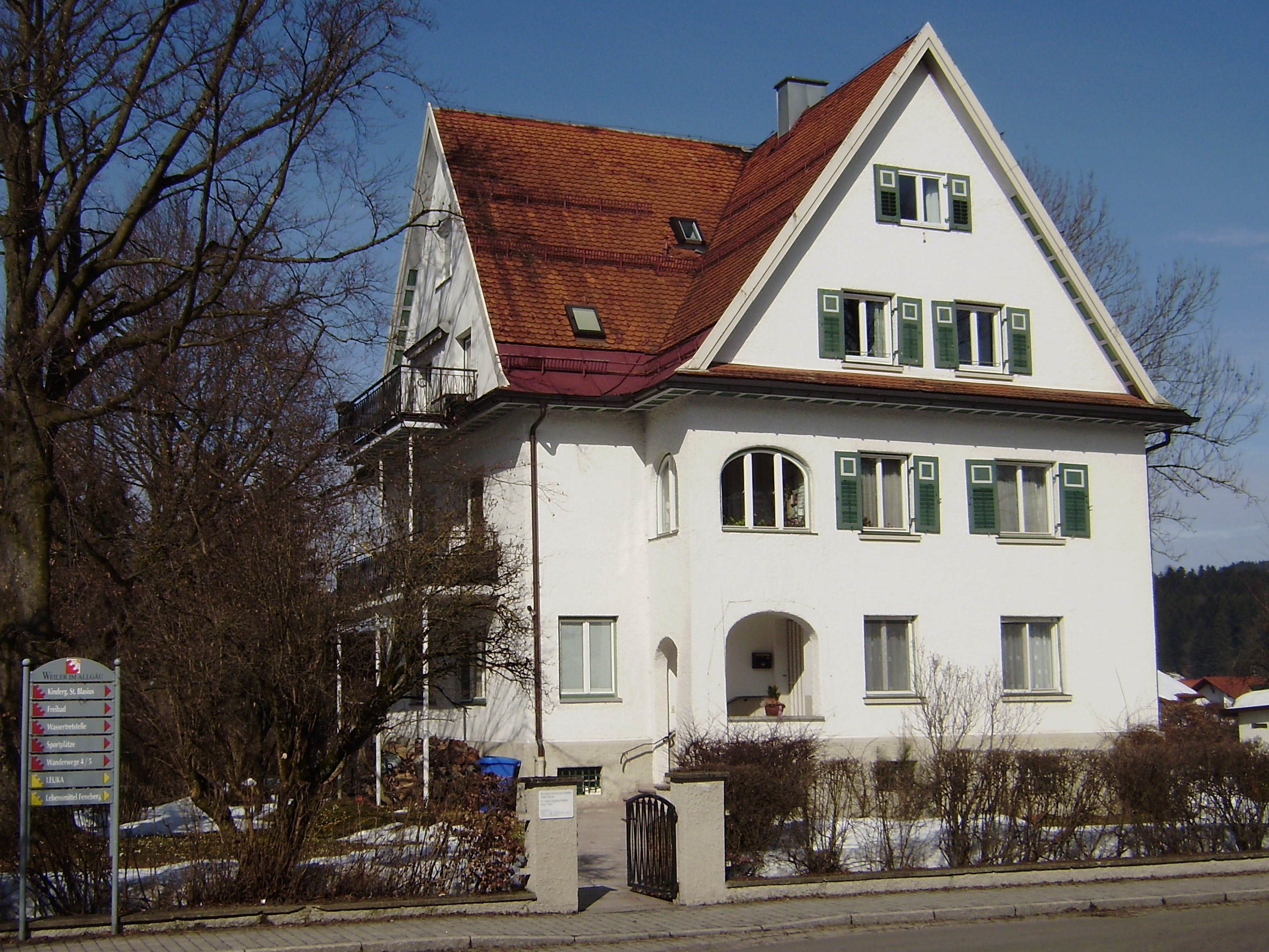
Villa Stromeyer später Ennemoser

### Villa Stromeyer
Die Villa wurde vom Architekt und Baumeister Georg Bufler am Bahnhofsplatz in der Kristinusstraße 11 (Plan: ⊙) als Direktorenwohnsitz für die Stromeyer und Cie. gebaut. Später kaufte der Kurarzt Ennemoser das Anwesen und richtete im Erdgeschoss seine Arztpraxis ein, Sie ist heute vermietet und wird von dem Arztehepaar Pfeiffer geführt.

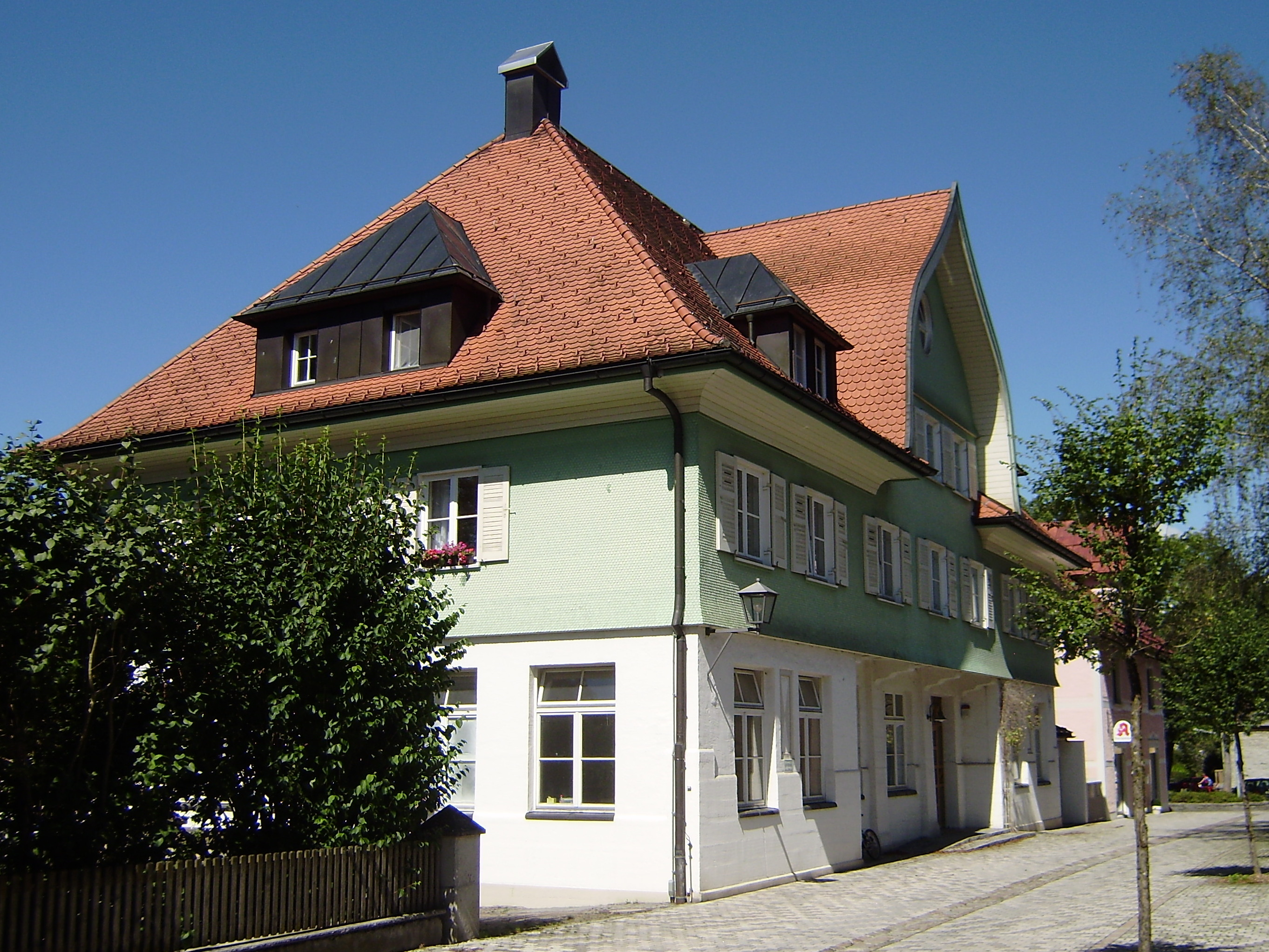
Postamtsgebäude

### Postamtsgebäude
Das schmucke und repräsentative Postamtsgebäude in der Bahnhofstraße 7 unweit des alten Bahnhofs (⊙) wurde 1912 von Baumeister Georg Bufler fertiggestellt und dient heute als Wohnhaus.S. 52

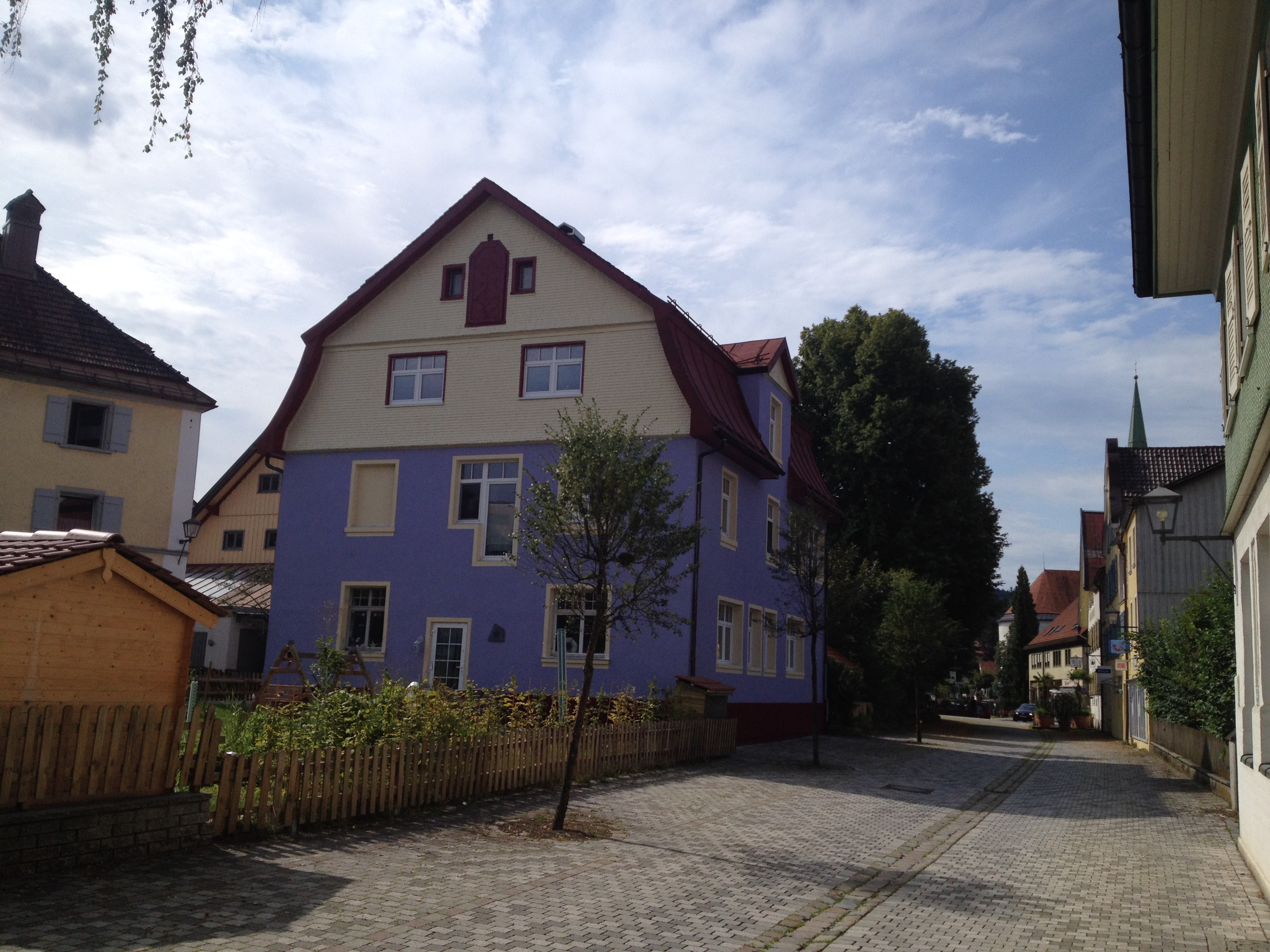
Privates Wohnhaus, Baujahr ca. 1904, zuerst Zahnatelier Herz, später Geschäftshaus Sinds

### Zahnatelier Herz
Baumeister Georg Bufler baute dieses Haus hinter der Villa Inama in der Bahnhofstraße 6 für den Bader und Dentisten Josef Herz und dessen Dienstleistungen der sogenannten niederen Chirurgie wie Zahnziehen, Schröpfen und Aderlassen. 1919 erwarb es Johann Sinds und eröffnete eine Drogerie mit Kolonial- und Farbwaren, die zwei Töchter bis 1969 weiterführten. Daneben besaß eine weitere Tochter ein Damenhutgeschäft mit Wolle und Modewaren. Ebenfalls seit 1919 gab es in dem Gebäude den Damen-Frisier-Salon Helmbrecht, der dann 1934 in das Geschäftshaus Stadelmann umzog. Die Drogerie Sinds wurde 1966 umgebaut und in einen modernen Anbau verlagert. Von 1969 bis 1991 betrieb dort Sohn Siegbert Sinz die Drogerie; seine Frau Rosemarie übernahm 1975 das Textilgeschäft. In den Räumen der ehemaligen Drogerie führte von 1993 bis 2008 Armin Kling seine Post-Apotheke, die er anschließend schräg gegenüber in das frühere Geschäftshaus Stadelmann verlegte.S. 673–674

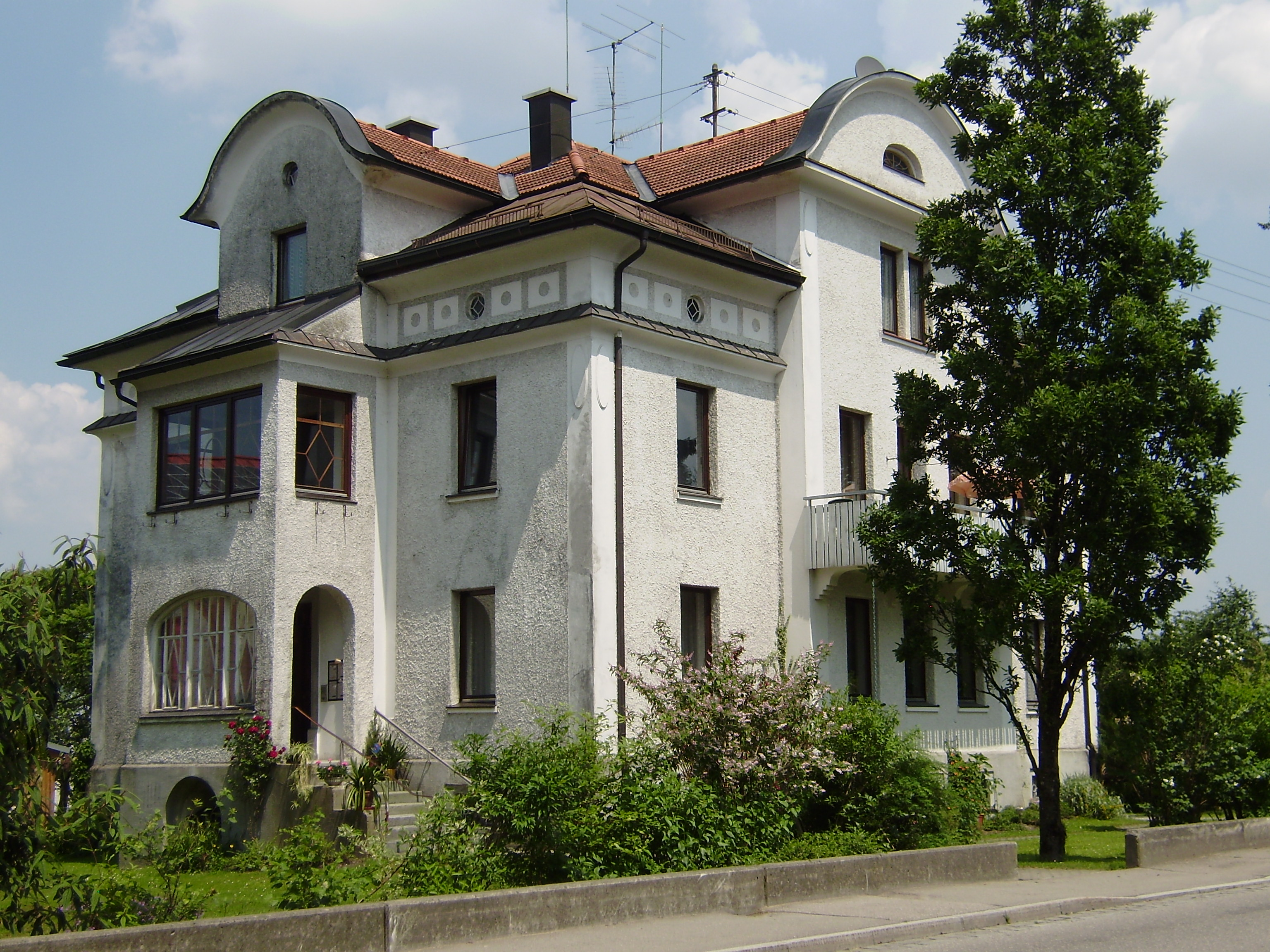
Notariatsvilla

### Notariatsvilla
Dieses repräsentative Gebäude in der Alois-von-Brinz-Straße 17 liegt noch im Umfeld des ehemaligen Bahnhofs und weist die typischen äußeren Merkmale der vor dem Ersten Weltkrieg entstandenen Bufler-Bauten auf.